# Papiro P52
O Papiro P52 da  Biblioteca de Rylands ou Papiro Biblioteca Rylands {\displaystyle {\mathfrak {P}}}52 (Papyrus Ryl. Gr. 457, i J. Rylands Library), conhecido como o "fragmento de São João", é um fragmento de papiro exposto na Biblioteca de John Rylands, Manchester, Reino Unido. 
Escrito em grego antigo, o papiro contém parte do capítulo 18 do Evangelho segundo João, estando, na frente, os versículos 31-33 e, no verso, os versículos 37 e 38.
Embora Rylands P52 seja aceito geralmente como registro canônico, ainda não há um consenso entre os críticos sobre a datação exata do papiro. 
Alguns historiadores afirmam que o papiro com o  texto do Evangelho de João (18:31-33,37-38), teria sido escrito entre o período de 100 a 125 d.C.. Outros argumentam que o estilo da escrita, leva a uma data  entre o anos 125 e 160 d.C..  
Independentemente destas diferenças, o manuscrito foi amplamente aceito como o texto mais antigo de um evangelho canônico, tornando-se assim, o primeiro documento que se refere à pessoa de Jesus. De qualquer modo, o papiro, que conta parte da história de Jesus de Nazaré, remonta a poucos anos após a morte de seu discípulo João .

## Texto grego
Evangelho de João 18:31-33 (frente)

ΟΙ ΙΟΥΔΑΙΟΙ ΗΜΙΝ ΟΥΚ ΕΞΕΣΤΙΝ ΑΠΟΚΤΕΙΝΑΙ 
OYΔΕΝΑ ΙΝΑ Ο ΛΟΓΟΣ ΤΟΥ ΙΗΣΟΥ ΠΛΗΡΩΘΗ ΟΝ ΕΙ-
ΠΕΝ ΣHΜΑΙΝΩΝ ΠΟΙΩ ΘΑΝΑΤΩ ΗΜΕΛΛΕΝ ΑΠΟ-
ΘΝHΣΚΕΙΝ ΕΙΣΗΛΘΕΝ ΟΥΝ ΠΑΛΙΝ ΕΙΣ ΤΟ ΠΡΑΙΤΩ-
ΡΙΟΝ Ο ΠIΛΑΤΟΣ ΚΑΙ ΕΦΩΝΗΣΕΝ ΤΟΝ ΙΗΣΟΥΝ 
ΚΑΙ ΕΙΠΕΝ ΑΥΤΩ ΣΥ ΕΙ O ΒΑΣΙΛΕΥΣ ΤΩΝ ΙΟΥ-
ΔAΙΩN
...os judeus: "A nós não nos é permitido matar

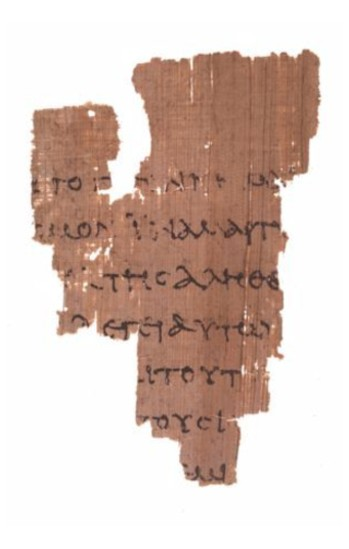
Verso do Papiro P52

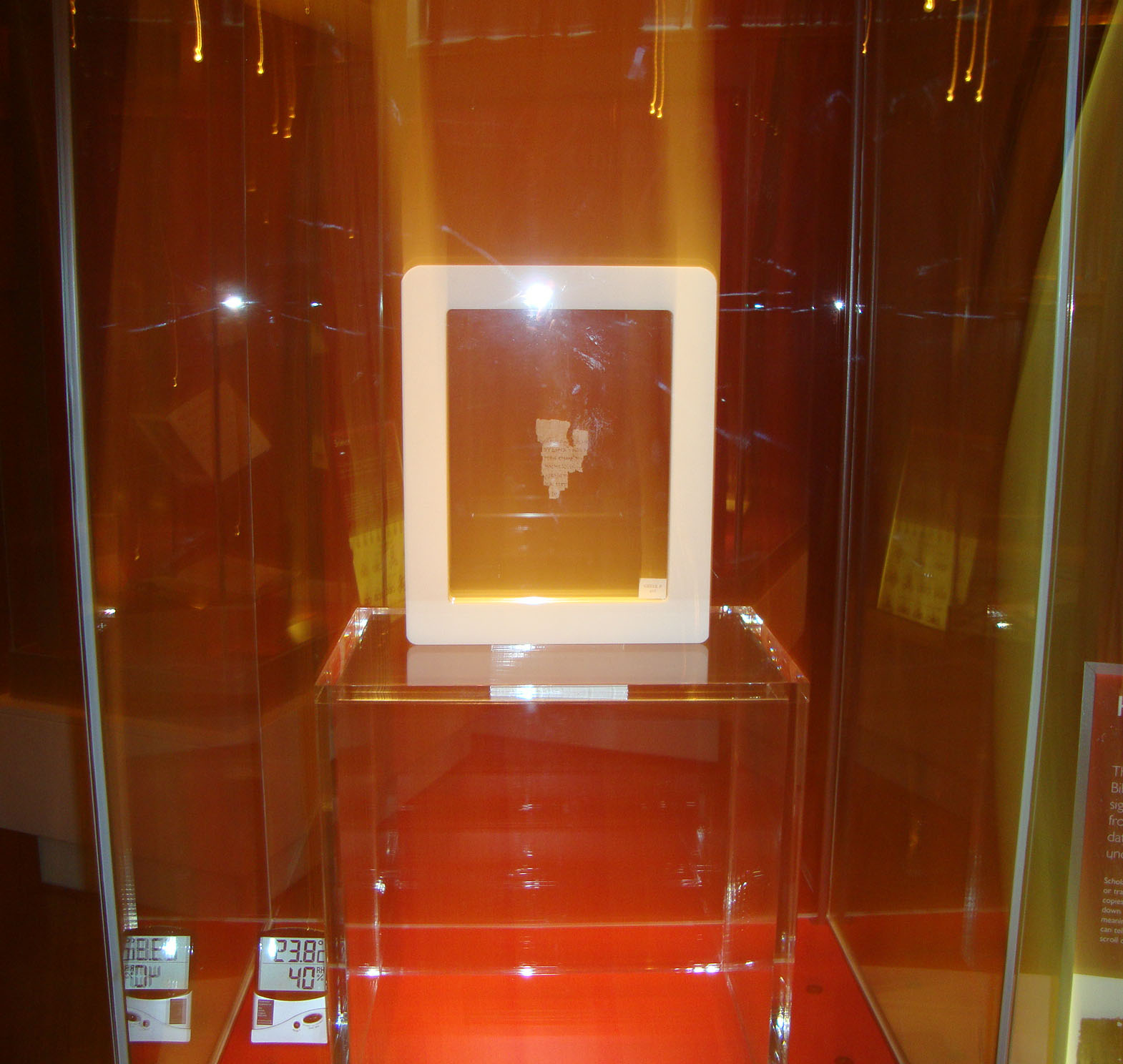
Exposição do Papiro P52 na Biblioteca de John Rylands

ninguém," para que a palavra de Jesus se cumprisse, que ele fa-

lou, significando de que morte havia de mor-

rer. Entrando, então, novamente no Preto-

rio, Pilatos chamou a Jesus

e disse-lhe: "És tu o Rei dos ju-

deus?"
Evangelho de João 18:37-38 (verso)
ΒΑΣΙΛΕΥΣ ΕΙΜΙ ΕΓΩ ΕΙΣ TOΥΤΟ ΓΕΓΕΝΝΗΜΑΙ
 ΚΑΙ (ΕΙΣ ΤΟΥΤΟ) ΕΛΗΛΥΘΑ ΕΙΣ ΤΟΝ ΚΟΣΜΟΝ ΙΝΑ ΜΑΡΤY-

ΡΗΣΩ ΤΗ ΑΛΗΘΕΙΑ ΠΑΣ Ο ΩΝ EΚ ΤΗΣ ΑΛΗΘΕI-
ΑΣ ΑΚΟΥΕΙ ΜΟΥ ΤΗΣ ΦΩΝΗΣ ΛΕΓΕΙ ΑΥΤΩ
 Ο ΠΙΛΑΤΟΣ ΤΙ ΕΣΤΙΝ ΑΛΗΘΕΙΑ ΚAΙ ΤΟΥΤO
 ΕΙΠΩΝ ΠΑΛΙΝ ΕΞΗΛΘΕΝ ΠΡΟΣ ΤΟΥΣ ΙΟΥ-
ΔΑΙΟΥΣ ΚΑΙ ΛΕΓΕΙ ΑΥΤΟΙΣ ΕΓΩ ΟΥΔEΜΙΑΝ
 ΕΥΡΙΣΚΩ ΕΝ ΑΥΤΩ ΑΙΤΙΑΝ
...um Rei sou eu. Para isso eu nasci

e (para isso) vim ao mundo para dar teste-

munho da verdade.  Todo aquele é da verda-
de ouve a minha voz." Disse-lhe
o Pilatos: "Que é a verdade?" e isto
 havendo dito, novamente se voltou para os ju-
deus e lhes disse, "Eu nem uma

falta achei nele."

## História
No ano de  1920, Bernard Grenfell descobriu o papiro no  Deserto do Médio Egipto que foi encontrado e estudado mais tarde, em 1934, por C. H. Roberts, na Biblioteca John Rylands, de Manchester. Um ano depois, Roberts tornou público o seu achado.

## Primeira publicação
- C. H. Roberts (editor) An Unpublished Fragment of the Fourth Gospel in the John Rylands Library. Manchester: Manchester University Press, 1935.(em inglês)[2]